# Сияние (роман)
Вижте пояснителната страница за други значения на Сияние.
„Сиянието“ е роман на ужасите на американския писател Стивън Кинг. Публикуван през 1977 г., „Сиянието“ е третият роман на Кинг и първият бестселър с твърда корица: успехът на книгата утвърждава Кинг като виден автор в жанра на ужасите. Обстановката и героите са повлияни от личния опит на Кинг, от посещението му в хотел „Стенли“ през 1974 г. и възстановяването му от алкохолизъм. Романът е последван от продължение „Доктор Сън“, публикувано през 2013 г.
„Сиянието“ се съсредоточава върху живота на Джак Торънс, амбициозен писател и възстановяващ се алкохолик, който приема позицията на зимен пазач на известния хотел Овърлук в Колорадо, Скалистите планини. Семейството му го придружава. Това са жена му Уенди и сина му Дани Торънс, който притежава сиянието – редица психически способности, които позволяват на Дани да вижда ужасното минало на хотела. Скоро след като семейството стават затворници в хотела заради непрестанната силна снежна буря, свръхестествените сили в хотела влияят на разума на Джак и поставят жена му и сина му в невероятна опасност.

## Сюжет
Действието в „Сиянието“ се развива предимно в измисления хотел Овърлук, изолиран, обитаван от духове, разположен в Скалистите планини Колорадо. Историята на хотела, която е описана от няколко герои, включва смъртта на някои от гостите и на бившия зимен пазач Делбърт Грейди, който се поддава на хотела и убива семейството си и себе си.
Сюжетът е съсредоточен върху Джак Торънс, съпругата му Уенди и техния петгодишен син Дани. Те се местят в хотела след като Джак приема позицията на зимния пазач. Джак е амбициозен писател  и възстановяващ се алкохолик с проблеми с гнева, които го карат неволно да счупи ръката на Дани и да загуби работата си като учител след като нападна ученик. Джак се надява, че уединението на хотела ще му помогне да се свърже със семейството си и да му даде мотивацията, необходима за работа по пиеса. Родителите му не знаят, но Дани притежава телепатични способности, наричани сиянието, които му позволяват да чете мисли и да предсказва разни събития. Семейство Торънс пристигат в хотела в деня на затварянето му. Мениджърът на хотела ги развежда. Срещат главния готвач Дик Халоран, който притежава способности, подобни на тези на Дани, и който обяснява на Дани силите му. Това свързва готвача и детето по специален начин. Останалите служители и гости напускат хотела и оставят семейство Торънс сами в хотела за зимата.
Докато Торънс се настаняват в Оверлук, Дани вижда призраци и плашещи видения, но не споделя това с родителите си, защото чувства, че тази работа е важна за баща му и за бъдещето на семейството. Уенди смята да оставят Джак сам да приключи работата, но Дани отказва. Той мисли, че баща му ще бъде по-щастлив, ако останат. Въпреки това, Дани скоро осъзнава, че присъствието му в хотела прави свръхестествените сили по-могъщи, превръщайки ехото на миналите трагедии в опасни заплахи. Привиденията придобиват физическа форма и топиарите на животни в градината оживяват. Снегът откъсва семейство Торънс от външния свят.
Хотелът има затруднения с обладаването на Дани и започва да обладава Джак, като затруднява писателската му дейност и го примамва чрез записки в мазето към историята на хотела. Джак става все по-нестабилен, унищожавайки CB (си-би) радио и снегомобил – единствените им две връзки с външния свят. Един ден, след скандал с Уенди, Джак намира бара на хотела, напълно зареден с алкохол, въпреки че преди това е бил празен, и е свидетел на парти, на което се среща с призрака на барман на име Лойд. Джак танцува с призрака на млада жена, която се опитва да го съблазни, но си тръгва след като роклята ѝ се свлича и всички я виждат гола. Докато Джак се напива, хотелът използва духа на бившия пазач Грейди, за да подтикне настоящия пазач да убие семейството си. Първоначално той се противопоставя, но нарастващото влияние на хотела в съчетание с алкохолизма и гнева на Джак се оказва твърде голямо. Той става чудовище под контрола на хотела. Уенди и Дани надвиват Джак след като той атакува Уенди, заключват го в килера, но призракът на Делбърт Грейди го освобождава, като го кара да обещае да му доведе Дани и да убие Уенди. Джак наранява Уенди с един от стиковете за роке на хотела, но тя се заключва в банята. Джак се опитва да пробие вратата, но Уенди прерязва ръката му с бръснач, за да го спре.
В същото време, Халоран, който работи в зимен курорт във Флорида, получава телепатичен зов за помощ от Дани. Халоран се втурва обратно към Овърлук, но там той е атакуван от топиарите на животни, пазещи хотела, и тежко ранен от Джак. Джак преследва Дани из хотела и го хваща на най-горния етаж. Там той за кратко време възвръща контрол над съзнанието си и умолява Дани да бяга. Дани вижда, че това не е наистина баща му, а само маска, сложена от хотела. Хотелът поема контрола над Джак отново, като го насилва да унищожи собственото си лице и череп със стика, да заличи последните следи Джак Торънс и да открие същество, контролирано от хотела „мениджър“. Спомняйки си, че Джак е пропуснал да освободи налягането върху нестабилния бойлер на хотела, Дани съобщава на хотела, че скоро ще има взрив. Дани, Уенди и Халлоран бягат, хотелското създание се опитва да овладее налягането, но е твърде късно и бойлерът експлодира, убивайки Джак и унищожавайки Овърлук. Преодолявайки последния опит на хотела да го обладае, Халоран води Дани и Уенди на безопасно място.
Епилогът на книгата се състои следващото лято. Халоран, който работи като готвач в курорт в Мейн, утешава Дани, докато Уенди се възстановява от нараняванията, които Джак ѝ е причинил.

## История на написването
След като написва „Кери“ и „Сейлъмс Лот“, случката и в двата романа е поставена в малките населени места на родния за Кинг Мейн, той търси промяна за следващата книга. „Исках да прекарам една година далеч от Мейн, за да може следващият ми роман да е в друго пространство.“  Кинг отваря атлас на САЩ на кухненската маса и произволно посочва място, което се оказа Боулдър, Колорадо.
На 30 октомври 1974 г. Кинг и съпругата му Табита се настаняват в хотел Стенли в близкия Естес Парк, Колорадо. Те са били единствените гости в хотела тази нощ. „Когато пристигнахме, те се готвеха да затворят за сезона и ние се оказахме единствените гости на мястото – пълно с всичките тези дълги, празни коридори“. Настаняват се в стая 217, за която се говорело, че е обитавана. Затова стая 217 е толкова специална и в книгата.
Десет години по-рано Кинг прочел „Велд“ на Рей Бредбъри и се вдъхновил да напише история за човек, чиито сънища ще се превърнат реалност. През 1972 г. Кинг започва роман, озаглавен „Тъмно сияние“, който трябвало да бъде за паранормално момче в паранормален увеселителен парк, но идеята никога не се реализирала и той изоставил книгата. През нощта в Стенли тази история се върнала при него.
Кинг и съпругата му вечерят голямата трапезария съвсем сами. За ядене могат да изберат само единственото останало ястие. В стаята е пусната оркестрална музика и те седят на единствената маса. „С изключение на нашата маса всичките столове бяха върху масите. Музиката отекваше по дългия коридор. Бог ме беше пратил там, за да чуя и да видя това. Докато си легнах тази нощ, вече имах цялата книга в главата си." 
След вечеря съпругата му се прибрала, но Кинг се разхождал из празния хотел. Озовал се в бара и барман на име Грейди му сервирал.
„Тази нощ сънувах как тригодишният ми син тича през коридорите, гледа назад през рамо и крещи. Преследваше го пожарен маркуч. Станах рязко, целия в пот, почти паднах от леглото. Запалих цигара, седнах на един стол и погледнах през прозореца към Скалистите планини и в момента, в който цигарата свърши, имах костите на книгата подредени в ума си. "
„Понякога се изповядваш. Винаги скриваш това, което признаваш. Това е една от причините да измислиш история. Например, когато написах „Сиянието“, главният герой е човек, който е счупил ръката на сина си, който бил дете и самият той е бил бит. И като млад баща с две деца, бях ужасен от чувствата на истинска враждебност към моите деца, които понякога изпитвах. Няма ли да спреш някога? Няма ли да си лягаш? И с времето започнах да мисля, че вероятно има много млади бащи и млади майки, които се чувстват ядосани и гневни чувства на децата си. Но като някой, който е бил възпитан с идеята, че татко знае най-добре, и образа на Уорд Клийвър от "Оставете го на Бийвър“, си мислех: О, ако той не млъкне, ако не млъкне… Когато написах тази книга, споделих много от това и се опитах да се освободя от него, но това беше и изповед. Да, има моменти, когато се чувствах много ядосан към децата си и дори чувствах, че мога да ги нараня. Е, децата ми сега са по-големи. Наоми е на петнадесет години, Джоуи е на тринайсет, а Оуен – на осем, и всички те са страхотни деца, и не мисля, че съм вдигал ръка срещу нито едно от децата си вече 7 години, но преди време...“
„Сиянието“ също е силно повлияно от „Обладаването на Хил Хаус“ на Шерли Джаксън, "Маската на Червената смърт“ и „Падането на Къщата на Ашер" на Едгар Алън По и „Изгорелите предложения“ на Робърт Мараско. Историята често е сравнявана със „Странноприемницата“ на Ги дьо Мопасан.
Преди да напише „Сиянието“, Кинг вече е написал „Roadwork“ и „The Body“, но и двете са публикувани по-късно. Първата чернова на „Сиянието“ отнема по-малко от четири месеца и той успява да го публикува пред останалите книги. Заглавието е вдъхновено от песента на Джон Ленън „Instant Karma!“, която съдържа думите „Ние всички сияем“.
Бил Томпсън, редакторът на Кинг в Doubleday, се опитвал да го разубеди от „Сиянието“, защото смятал, че след като е написал „Кери“ и „Сейлъмс Лот“, той ще бъде определян само като писател на ужаси. Кинг сметнал това за комплимент.

## Изтрит пролог и епилог
Първоначално е имало пролог, озаглавен „Преди пиесата“, който описва по-ранни събития в историята на „Овърлук“, както и епилог, озаглавен „След пиесата“, но и двете не са част от публикувания роман. Прологът е публикуван в списание Whispers през август 1982 г., а съкратената версия се появява в изданието на TV Guide от 26 април – 2 май 1997 г. за популяризиране на предстоящия мини сериал върху „Сиянието“. Смятало се, че епилогът е изгубен, но е открит през 2016 г. като част от ранна версия на ръкописа на романа. Както „Преди пиесата“, така и „След пиесата“ са публикувани като част от специалното луксозно издание на Cemetery Dance Publications в началото на 2017 г.

## Продължение
Основна статия: Доктор Сън (книга) Кинг описва идеята за продължение на романа „Сиянието“ от 1977 г. на 19 ноември 2009 г., по време на рекламно турне за романа му „Под купола“. По време на четене, водено от режисьора Дейвид Кронънбърг в Canon Theatre, Кинг казва, че продължението ще проследи Дани Торънс, сега в 40-те си години, живеещ в Ню Хампшър, където работи в хоспис и с помощта на силите си помага на неизлечимо болни пациенти да умрат в мир. 1 декември 2009 г., Кинг публикува анкета на официалния си уебсайт, където иска посетителите да гласуват коя книга трябва да напише първо, „Доктор Сън“ или следващия роман на Тъмната кула:
’’Споменах два потенциални проекта, докато бях на пътя, една нова книга от средата на света (не специално за Роланд Дешайн, но той и неговият приятел Кътбърт са в него, ловувайки скинмен – така се наричат върколаците в това изгубено царство) и продължение на „Сиянието“, наречено „Доктор Сън“. Интересувате ли се от някоя от тях? Ако е така, коя от тях ви грабва повече? Ще преброим гласовете ви (и разбира се всичко това не означава нищо, ако музата ми не дойде).’’ }
Гласуването приключва на 31 декември 2009 г., като „Доктор Сън“ печели анкетата с 5861 гласа срещу 5812 за „Вятърът през ключалката“.
През 2011 г. Кинг потвърждаваща, че „Доктор Сън“ е в процес на изработка и че в сюжета е включена пътуваща група от психически вампири, наречена Истинска Задруга.
„Доктор Сън“ е публикуван на 24 септември 2013 г.

## Филмови и телевизионни адаптации
Романът е адаптиран за едноименен филм от 1980 г., режисиран от Стенли Кубрик и написан заедно с Даян Джонсън. Въпреки че Кинг остава разочарован от адаптацията и критикува работата на екипа с тематиката на книгата и характера на Уенди, този филм се смята за един от най-големите филми на ужасите, правени някога.
Романът е адаптиран и за мини сериал, премиерата на който е през 1997 г. Стивън Кинг следи внимателно изработването на поредицата, за да се увери, че тя следва достойно романа.